# Girls! Girls! Girls!
Girls! Girls! Girls! (¡Chicas! ¡Chicas! ¡Chicas!) es una comedia musical estadounidense de 1962 protagonizada por Elvis Presley como un pescador hawaiano sin dinero que ama la vida en el mar y sueña con tener su propio barco. Return to Sender, que alcanzó el puesto # 2 en la lista Billboard de sencillos pop, aparece en la película.
El film alcanzó el puesto número 6 en la lista de taquilla de Variety y terminó el año en el puesto número 19 en la lista de fin de año de las películas más taquilleras de 1962, con una recaudación de 2,6 millones de dólares. También fue nominada al Globo de Oro a la Mejor Película Musical en 1963. Ésta fue la segunda de tres películas que Presley rodó en locaciones de Hawái, considerando que Aloha from Hawaii es un concierto televisado vía satélite a varios países.

## Trama
Ross Carpenter es un guía de pesca y marinero residente en Hawái que disfruta de navegar y navegar en alta mar. Al enterarse de que su jefe se jubila en Arizona, busca la manera de comprar el Westwind, un barco que construyó con su padre.
Ross se ve envuelto en un triángulo amoroso con dos mujeres: Robin, la infantil e insensible cantante de club, y la dulce Laurel. Cuando Wesley Johnson se le insinúa a Laurel, Ross lo golpea. Wesley es el dueño del barco, así que Ross lo pierde. Laurel, sin embargo, no es quien finge ser. Es una heredera que supera una ruptura amorosa y busca a alguien que no la ame ni por su dinero. En secreto, le compra el Westwind, pero el orgullo masculino de Ross no se lo permite. Ross tiene que elegir entre ella y Robin.

## Elenco
- Elvis Presley como Ross Carpenter
- Stella Stevens como Robin Gantner
- Laurel Goodwin como Laurel Dodge
- Jeremy Slate como Wesley Johnson
- Benson Fong como Kin Yung
- Beulah Quo como Señora Yung
- Guy Lee como Chen Yung
- Ginny Tiu como Mai Ling
- Elizabeth Tiu como Tai Ling
- Alexander Tiu como el hermano de Mai y Tai Ling
- Robert Strauss como Sam Anderson
- Ann McCrea como la Sra. Arthur Morgan (sin acreditar)
- Nestor Paiva como Arthur Morgan (sin acreditar)
- Los Jordanaires como coristas

## Música
Véase Girls! Girls! Girls! (álbum)
De un total de tres películas de ficción filmadas en Hawaii, a diferencia de Blue Hawaii y Paradise Hawaiian Style,o incluso de la edición en video del concierto Aloha from Hawaii, con la única posible salvedad de la canción Song of the Shrimp, la banda sonora de la película Girls! Girls! Girls! no incluyó canciones del estilo tradicional hawaiano.

## Recepción
Una reseña en Variety escribió que la película devolvió a Presley "a la vena musical ligera, puramente escapista y no dramática", y agregó: "Esencialmente, Presley se interpreta a sí mismo en la ventosa sesión marina. Maneja el papel hábilmente, aunque uno difícilmente esperaría que un pescador empedernido fuera tan suave, terso y blanco como el que Presley representa. El personaje tiene poca profundidad, pero es agradable".  El Monthly Film Bulletin escribió que las canciones estaban "encadenadas muy agradablemente en una trama de simplicidad cautivadora y cómodamente enclavadas en un tramo de réplicas suavemente efervescentes".  Margaret Harford, de Los Angeles Times, la calificó como "ni mejor ni peor que las epopeyas anteriores de Elvis".  La revista judía estadounidense The Forward ha reconocido que la canción de la película "The Walls Have Ears", también traducida como "Vent hobn oyern", se refería a una frase yidis que advierte cómo "siempre hay alguien escuchando".